# Gedenksteen restauratieatelier Uilenburg
De Gedenksteen restauratieatelier Uilenburg is een gedenktekentje aangebracht in Nieuwe Uilenburgerstraat in Amsterdam-Centrum.
Het terrein van de Uilenburger Synagoge wordt door een muur afgescheiden van de overige bebouwing aan de Nieuwe Uilenburgerstraat. In die bakstenen muur zijn twee gevelstenen te vinden. Een daarvan is al eeuwenoud, draagt het wapen van Amsterdam en is afkomstig uit de gerenoveerde Haarlemmersluis. De andere is van veel recentere datum: 1974. Het terrein van de synagoge was namelijk na de Tweede Wereldoorlog een aantal jaren in gebruik als opslag-, werk- en restauratieplaats van de "Gemeentelijk Bureau Monumentenzorg" in Amsterdam. In de werkplaats leerden ambachtslui beschadigde oude tot zeer oude gevelonderdelen te restaureren, denk bijvoorbeeld aan klauwhamers, gevelstenen etc. Dat gebeurde eerst in allerlei kunstenaarsateliers, maar daar konden de kunstenaars niet gezamenlijk vakkennis opdoen. Kunstenaar Hans 't Mannetje kwam daarop met het idee, dat centraal te regelen en zodoende kwam er in 1969 een centrale opslag- en werkplaats. Bijkomend voordeel was dat er ook op verzoek nieuwe gevelstenen konden worden ontworpen en gemaakt in de oude traditie. Het atelier kreeg enigszins naam in de herstelwerkzaamheden. Het was echter van korte duur want de gemeente Amsterdam liet de aandacht al snel weer verslappen. Het bestuur maakte er in 1974 een eind aan. Hans 't Mannetje zette vervolgens het atelier zelf voort (Stichting Restauratieatelier Uilenburg), daarin gesteund door het Nederlands Instituut voor Nijverheid en Techniek (NINT; het latere NEMO Science Museum) en van het Nederlands Openluchtmuseum, onderdeel Ambachten en Bedrijven. Tegen de verwachting in groeide de interesse weer, in 1980 had ’t Mannetje twintig man personeel. De faam van het atelier bereikte ook het buitenland, zo werd het ingeschakeld bij restauratiewerken aan de Al-Aqsamoskee in Jeruzalem. Toch zou het atelier in 1986 opgeheven worden. De oorzaken werden gevonden in een tweestrijd binnen monumentenbeheer; de ene kant wilde de oude situatie herstellen, de andere kant wilde zich daar juist van losmaken en niet terug naar oud vakmanschap. Een andere reden was (de nadering) van de economische recessie van de jaren tachtig. Hetzelfde lot hing boven de gemeentelijke monumentenzorg. Het atelier zag opdrachten en inkomsten afnemen en sloot in 1986 haar deuren. 't Mannetje vertrok zelfs uit de stad.
Het gedenkteken komt in de vorm van een fors uitgevallen plaquette in de muur, geplaatst boven de aparte ingangsdeur tot het terrein. 't Mannetje zette er de volgende tekst op en noemde het een zerk:
1974
Zeshonderd negenennegentig
jaar bestaat de stad
die d’ambachtsman vervaardigd had
Nog één jaar en hij is klaar
die’t vak nog willen leren kunnen
beter ommekeren
die komt met werk-gaat onder
deze zerk
Het 1974 is in Hebreeuwse typografie geplaatst.
Verderop in de straat zijn nog twee gevelstenen van Hans 't Mannetje te vinden, de Kroonlantaarn en Ritterlantaarn.